# Meidzsi-szentély

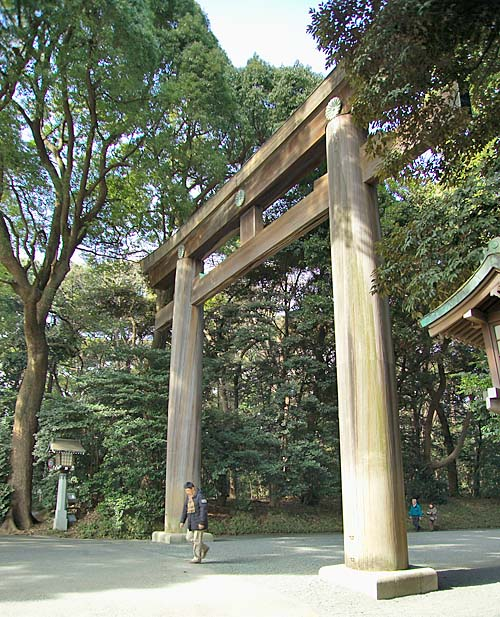
Torii a szentélyhez vezető úton

A Meidzsi-szentély (明治神宮, Meidzsi-dzsingú) egy sintószentély a tokiói Sibujában, amit az 1912-ben elhunyt Meidzsi császár és 1914-ben elhunyt felesége, Sóken császárné tiszteletére emeltek. A szentélyt 1920. november 1-jén avatták fel, emléket állítva a japán történelem e két befolyásos alakjának.
A szentély felépítéséről a Japán Országgyűlés 1912-ben, a császár halála után hozott döntést. Helyszínnek a császár és a császárné egyik kedvelt tokiói kertjét választották. A munkálatok 1915-ben kezdődtek, 1920-ban szentelték fel és 1921-re készült el. A munkálatok hivatalosan 1926-ra fejeződtek be. A szentély eredeti épülete azután a második világháborús tokiói bombázásokban elpusztult. A mai állapotába, adományokból biztosított forrásból, 1958 októberére sikerült visszaállítani.
A Meidzsi-szentély egy 700 ezer négyzetméter területű erdőben található. Az erdő 365 fafajta 120 ezer példányának otthona. Ezt a 365 fajtát Japán különböző területeiről adományozták, amikor a szentély létrejött. Az erdősített terület ma sok embernek szolgál kikapcsolódási helyül Tokió központjában.
1947-től 1954-ig rendszeresen tartottak itt szumótornákat (honbaso), mivel a korábban e célt szolgáló Rjógoku Kokugikan épülete a háborúban erre alkalmatlanná vált. 1954-től az itteni tornákat a Kuramae Kokugikanba költöztették át.